# Fernando Sánchez (futbolista)
Fernando Sánchez (Buenos Aires, Argentina, 20 de enero de 1976) es un exfutbolista argentino. Jugaba en la posición de mediocampista derecho. Es el jugador con más presencias en partidos oficiales en All Boys.

## Biografía
Nació en Floresta, barrio de la ciudad de Buenos Aires. Se formó en las inferiores de All Boys, equipo donde debutó y en donde hoy en día juega. Incluso, su padre y su abuelo jugaron en el club.

### Características
Fernando Sánchez era un mediocampista total, que defiende y ataca, organizaba como un mediocampista de contención y creaba como un mediocampista atacante. Solía convertir goles, salvar en defensa y armar al equipo.

## Trayectoria
Inició su carrera como futbolista en All Boys, en 1994, cuando el club militaba en la Primera B Nacional. El 10 de junio de 1995 debuta en la primera división de All Boys. Allí logró ganarse a la gente por sus esfuerzos y actuaciones. Durante esas épocas, jugó junto a jugadores importantes, como Martín Romagnoli, Sergio Batista, Juan Barbas, y Gabriel Miguel Bordi, entre otros. Gracias a sus buenas actuaciones en 1999, fue fichado para jugar en Argentinos Juniors, donde debutó por primera vez en la Primera División de la mano de Osvaldo Sosa. A mediados del 2001 fue transferido a Los Andes, que había descendido ese mismo año a la Primera B Nacional. Luego de disputar la primera parte de la temporada 2001/02 en el Milrayitas, pasó a Platense, de la Primera B. Con el Calamar, no alcanzó el título del Apertura 2002, pero llegó a disputar el Torneo Reducido, donde cayó frente a Estudiantes en Cuartos de final. Para la temporada 2003/04, regresó a la Primera B Nacional, esta vez para jugar en Defensores de Belgrano. En el 2004, viajó a Ecuador para disputar la segunda etapa del Campeonato Ecuatoriano en el Macará, club con el que descendió ese mismo año a la Serie B. Regresó al país en el 2005 para unirse a Sarmiento de Junín, de la Primera B Nacional, descendiendo esa misma temporada a la Primera B.
A mediados del 2005, se incorporó a Ben Hur, el último campeón del Torneo Argentino A y recién ascendido a la Primera B Nacional. Después de una regular campaña durante la temporada 2005/06, debió disputar la promoción para mantener la categoría tras la temporada 2006/07, frente a Guillermo Brown, salvándose del descenso luego de derrotar al club madrynense por un global de 4-0. Una vez finalizados los encuentros de promoción, regresó al club de su debut, All Boys, que en ese momento militaba en la Primera B. El objetivo del grupo era conseguir el ascenso. Con esa mentalidad, y tras una brillante temporada, en la que el club finalizó con 15 puntos más que el segundo y sin ninguna derrota de local, Sánchez se afianzó en aquel equipo que logró consagrarse campeón, siendo este uno de los logros deportivos más importantes en la vida del “Cabezón”. Pese a sus altibajos en las temporadas 2008/09 y 2009/10 de la Primera B Nacional, nunca bajó los brazos, por lo que siguió mentalizado en lograr los objetivos de su entrenador, José Romero. Recién logró afianzarse en la categoría cuando se terminaba la temporada 2009/10. En aquel campeonato, el Albo alcanzó el cuarto lugar de la tabla, y, de esa manera, la posibilidad de disputar una promoción por el ascenso a Primera División. Los encuentros se disputaron frente a Rosario Central. Luego de un empate por 1-1 con sabor amargo en la ida, tras empezar ganando y terminar empatando sobre la hora, All Boys dio el batacazo en Rosario ganándole a su rival por 3-0 y llegando a Primera División.

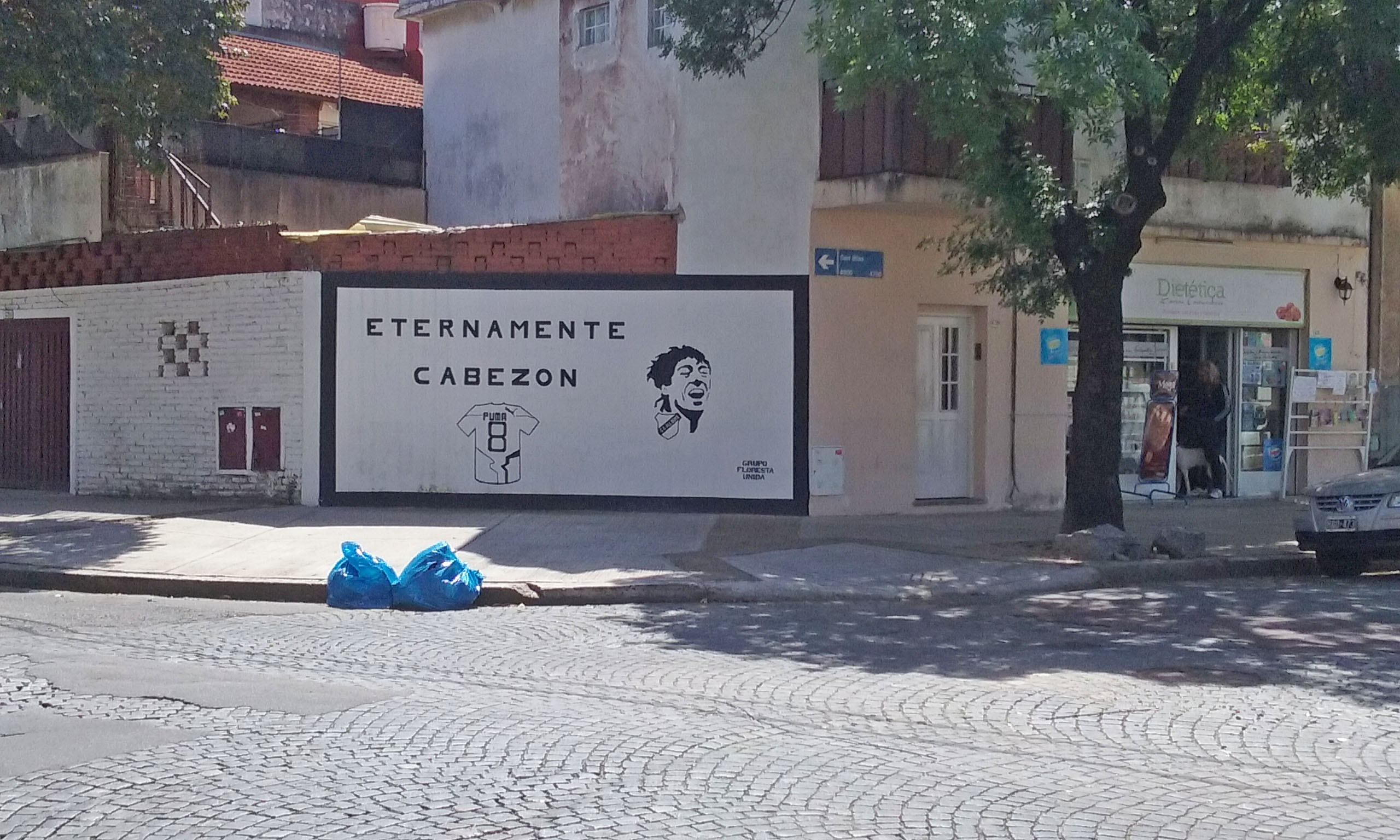
Mural realizado por el "Grupo Floresta Unida" en homenaje a Fernando Sánchez

En su vuelta a la Primera División, Sánchez no fue tenido en cuenta en el primer partido, debutando en el Apertura 2010 recién en la segunda fecha, frente a Vélez Sarsfield, cuando ingresó como suplente. Desde aquel momento, empezó a demostrar el nivel máximo de rendimiento que puede alcanzar. Hoy en día es un mediocampista muy importante para el equipo de Floresta, siendo figura en varias ocasiones.
Por la fecha 14 del Torneo Final 2013 “El Cabezón” llegó a los 300 partidos jugados con la camiseta de All Boys frente a San Lorenzo.
Por la fecha 1 de la Primera B Nacional 2014 “El Cabezón” jugó su partido número 328 con la camiseta de All Boys logrando así convertirse en el jugador con más partidos jugados con la camiseta del equipo de Floresta.
Por la última fecha del torneo de Primera B Nacional 2015 jugó su último partido como futbolista profesional y fue homenajeado al final del encuentro.

## Estadísticas

### Clubes
Actualizado al 15 de noviembre de 2015
| All Boys Argentina                                                           | 2.ª                 | 1994/95             | 1   | 0  | - | - | - | - | 1   | 0  | 0    |
| All Boys Argentina                                                           | 2.ª                 | 1995/96             | 3   | 0  | - | - | - | - | 3   | 0  | 0    |
| All Boys Argentina                                                           | 2.ª                 | 1996/97             | 17  | 0  | - | - | - | - | 17  | 0  | 0    |
| All Boys Argentina                                                           | 2.ª                 | 1997/98             | 42  | 2  | - | - | - | - | 42  | 2  | 0,05 |
| All Boys Argentina                                                           | 2.ª                 | 1998/99             | 34  | 3  | - | - | - | - | 34  | 3  | 0,09 |
| All Boys Argentina                                                           | 3.ª                 | 2007/08             | 38  | 6  | - | - | - | - | 38  | 6  | 0,15 |
| All Boys Argentina                                                           | 2.ª                 | 2008/09             | 33  | 1  | - | - | - | - | 33  | 1  | 0,03 |
| All Boys Argentina                                                           | 2.ª                 | 2009/10             | 34  | 2  | - | - | - | - | 34  | 2  | 0,06 |
| All Boys Argentina                                                           | 1.ª                 | 2010                | 2   | 0  | - | - | - | - | 2   | 0  | 0    |
| All Boys Argentina                                                           | 1.ª                 | 2010/11             | 35  | 1  | - | - | - | - | 35  | 1  | 0,03 |
| All Boys Argentina                                                           | 1.ª                 | 2011/12             | 32  | 1  | - | - | - | - | 32  | 1  | 0,03 |
| All Boys Argentina                                                           | 1.ª                 | 2012/13             | 30  | 1  | 5 | 0 | - | - | 35  | 1  | 0,03 |
| All Boys Argentina                                                           | 1.ª                 | 2013/14             | 16  | 0  | 1 | 0 | - | - | 17  | 0  | 0    |
| All Boys Argentina                                                           | 2.ª                 | 2014                | 15  | 0  | - | - | - | - | 15  | 0  | 0    |
| All Boys Argentina                                                           | 2.ª                 | 2015                | 19  | 0  | - | - | - | - | 19  | 0  | 0    |
| All Boys Argentina                                                           | Total               | Total               | 351 | 17 | 6 | 0 | - | - | 357 | 17 | 0,05 |
| Argentinos Juniors Argentina                                                 | 1.ª                 | 1999/00             | 33  | 1  | - | - | - | - | 33  | 1  | 0,03 |
| Argentinos Juniors Argentina                                                 | 1.ª                 | 2000/01             | 19  | 0  | - | - | - | - | 19  | 0  | 0    |
| Argentinos Juniors Argentina                                                 | Total               | Total               | 52  | 1  | - | - | - | - | 52  | 1  | 0,02 |
| Los Andes Argentina                                                          | 2.ª                 | 2001                | 21  | 1  | - | - | - | - | 21  | 1  | 0,05 |
| Los Andes Argentina                                                          | Total               | Total               | 21  | 1  | - | - | - | - | 21  | 1  | 0,05 |
| Platense Argentina                                                           | 2.ª                 | 2002                | 14  | 1  | - | - | - | - | 14  | 1  | 0,07 |
| Platense Argentina                                                           | 3.ª                 | 2002/03             | 30  | 3  | - | - | - | - | 30  | 1  | 0,1  |
| Platense Argentina                                                           | Total               | Total               | 44  | 4  | - | - | - | - | 44  | 4  | 0,09 |
| Defensores de Belgrano Argentina                                             | 2.ª                 | 2003/04             | 34  | 4  | - | - | - | - | 34  | 4  | 0,12 |
| Defensores de Belgrano Argentina                                             | Total               | Total               | 34  | 4  | - | - | - | - | 34  | 4  | 0,12 |
| Macará · Ecuador                                                             | 1.ª                 | 2004                | 16  | 1  | - | - | - | - | 16  | 1  | 0,06 |
| Macará · Ecuador                                                             | Total               | Total               | 16  | 1  | - | - | - | - | 16  | 1  | 0,06 |
| Sarmiento (Junín) Argentina                                                  | 2.ª                 | 2005                | 6   | 1  | - | - | - | - | 6   | 1  | 0,16 |
| Sarmiento (Junín) Argentina                                                  | Total               | Total               | 6   | 1  | - | - | - | - | 6   | 1  | 0,16 |
| Ben Hur Argentina                                                            | 2.ª                 | 2005/06             | 30  | 1  | - | - | - | - | 30  | 1  | 0,03 |
| Ben Hur Argentina                                                            | 2.ª                 | 2006/07             | 36  | 1  | - | - | - | - | 36  | 1  | 0,03 |
| Ben Hur Argentina                                                            | Total               | Total               | 66  | 2  | - | - | - | - | 66  | 2  | 0,03 |
| Total en su carrera                                                          | Total en su carrera | Total en su carrera | 590 | 31 | 6 | 0 | - | - | 596 | 31 | 0,05 |
| (1)Incluye Copa Argentina. (2)Incluye Copa Libertadores y Copa Sudamericana. |                     |                     |     |    |   |   |   |   |     |    |      |

### Resumen de partidos jugados enAll Boys
- Es el futbolista con más presencias en la historia de All Boys

- Es el primer futbolista en convertir goles en tres categorías distintas jugando para All Boys[2]

| Torneo                   | PJ  | G  |
| ------------------------ | --- | -- |
| Primera División         | 115 | 3  |
| Primera B Nacional       | 198 | 8  |
| Primera B                | 38  | 6  |
| Copa Argentina de Fútbol | 6   | 0  |
| Total                    | 357 | 17 |

## Palmarés

### Títulos nacionales
| Título                     | Club     | País      | Año  |
| -------------------------- | -------- | --------- | ---- |
| Primera B                  | All Boys | Argentina | 2008 |
| Ascenso a Primera División | All Boys | Argentina | 2010 |